# Église Saint-André-Sainte-Hélène de La Garenne-Colombes
L'église Saint-André-Sainte-Hélène de La Garenne-Colombes dans les Hauts-de-Seine est un lieu de culte catholique.

## Histoire
Dans le cadre de l'Œuvre des Chantiers du Cardinal, elle est bâtie selon les plans de l'architecte Henri Vidal, et consacrée le 11 avril 1937. De chapelle devenue église, elle s’est vu ajouter une salle paroissiale en 1957, puis une salle des mariages en 1972.
Cette église est consacrée à saint André et sainte Hélène, qui sont les prénoms des propriétaires du terrain sur lequel elle a été bâtie.

## Description
Elle est construite sur un plan allongé composé d'un toit à longs pans et d'un vaisseau. Elle se compose d'un clocher-mur, avec une entrée en plein cintre. Les murs sont recouverts de briques.